# Рефакторинг
Рефакторинг (англ. refactoring) — процес редагування програмного коду, внутрішньої структури програмного забезпечення для полегшення розуміння коду та внесення подальших правок без зміни зовнішньої поведінки самої системи. Слово «рефакторинг» пішло від терміна «факторинг» в структурному програмуванні; цей термін означав декомпозицію програми на максимально автономні та елементарні частини.

## Причини рефакторингу
Існує міф про те, що при правильно організованому процесі розробки продукту, треба методично дотримуватися поставлених вимог, визначати однозначний, стабільний список обов’язків програми, і при цьому програмний код може бути написаний майже лінійно: від початку до закінчення, кожна ділянка —  написана, відтестована і забута один раз. Посилаючись на цей міф, єдиний випадок, коли наявний код може змінюватись, — це в процесі підтримки і адміністрування програми, коли початкова версія продукту уже здана замовнику.
Однак реальність є дещо інакшою. Насправді код еволюціонує в процесі розробки продукту. Як правило, кодування, дебагінг (відлагодження) та модульне тестування займають в середньому 30–65% зусиль від загального часу існування проекту (залежно від величини проекту). Навіть на добре організованих проектах вимоги змінюються в середньому на 1–4% за місяць, що неминуче спричиняє зміни в програмному коді — як дрібні, так і досить серйозні.
Також, на відміну від старіших методик розробки програмних продуктів, де основний акцент ставився на мінімізації змін до коду, сучасна методика вбачає великий потенціал у внесенні змін. Вона є більш сфокусованою на коді (code-centered) і під час розробки можна очікувати, що код буде вдосконалюватися більше, ніж зазвичай.

## Підстави для проведення рефакторингу
1. Код дублюється («Copy And Paste is a Design Error»).
Це нерідко призводить до необхідності вносити однакові зміни до кількох скопійованих ділянок коду, що не відповідає принципам «DRY» (Don't Repeat Yourself).
2. Підпрограма занадто довга.
Хоча питання, яку максимальну довжину може мати підпрограма, є досить суперечливим, однак загальноприйнятим неофіційним стандартом є написання підпрограм довжиною не більше, ніж один екран коду.
3. Тіло циклу занадто довге або рівень вкладеності циклів занадто великий.
4. Клас має багато обов'язків, слабко пов'язаних між собою, що порушує принцип єдиного обов'язку (Single responsibility principle).
У такому разі краще розділити клас на кілька атомарних.
5. Інтерфейс класу не забезпечує достатній рівень абстракції.
6. Назва класу чи методу недостатньо точно відповідає його змісту.
7. Пов'язані дані, які використовуються разом, не організовані в клас.
8. Функція має занадто багато параметрів.
9. У ланцюжку виклику методів передається багато зайвих даних.
10. Потрібно одночасно змінювати кілька паралельних ієрархій класів.
Для вирішення цієї проблеми можна, наприклад, скористатися шаблоном «Міст».
11. Клас не виконує ніякої роботи самостійно, а тільки передоручає її іншим класам.
12. Клас має занадто багато відкритих (public) членів.
13. Нестатичний клас складається тільки з даних або тільки з методів.
14. Занадто широке застосування глобальних змінних.

## Прийоми рефакторингу
1. Прийоми, що дозволяють розбити код на дрібніші, зрозуміліші частини.
  - Відокремлення методу (Extract Method).
  - Відокремлення базового класу (Extract Superclass).
2. Прийоми, що дозволяють забезпечити додаткову абстракцію.
  - Інкапсуляція поля (Encapsulate Field) — замінює прямий доступ до поля на доступ через методи-аксесори (або властивості в C#).
  - Узагальнення типу (Generalize Type) — заміна типів, з якими працює клас, на загальніші.
  - Заміна блоків перевірки типу на шаблони «Стан» (State) або «Стратегія» (Strategy).
  - Заміна умовних операторів поліморфізмом.
  - Створення поля або локальної змінної (Introduce Field/Introduce Local Variable).
  - Дублювання видимих даних
3. Прийоми, що змінюють назви членів та їх розташування.
  - Переміщення методу (Move Method) або переміщення поля в інші класи або файли коду.
  - Перейменування члена (Rename) — зміна назви, з автоматичною заміною всіх посилань на стару назву в коді.
  - Переміщення члену до базового/дочірнього класу (Pull Up/Push Down).
  - Розщеплення змінної

## Автоматизований рефакторинг
Багато інтегрованих середовищ розробки містять вбудовані механізми рефакторингу коду. Крім інтегрованої функціональності, існує також багато продуктів сторонніх виробників, які, як правило, реалізовані у вигляді додатків (plugins) до відповідного IDE. Приклади таких пакетів:
| Пакет                    | Мова                | Середовище                           |
| ------------------------ | ------------------- | ------------------------------------ |
| Microsoft Visual Studio  | C#                  | Microsoft Visual Studio (вбудований) |
| Java Development Tooklit | Java                | Eclipse (вбудований)                 |
| IntelliJ IDEA            | Java                | IntelliJ IDEA (вбудований)           |
| NetBeans                 | Java, PHP           | NetBeans (вбудований)                |
| Visual Assist            | C#, C++, VB, VB.NET | Microsoft Visual Studio              |
| Photran                  | Fortran             | Eclipse                              |